# Vallanca
Vallanca ist eine Gemeinde (municipio) im Norden der Provinz Valencia und in der Valencianischen Gemeinschaft in Spanien. Sie ist in der Comarca Rincón de Ademuz, einer Exklave der Valencianischen Gemeinschaft gelegen, die im Norden von der Provinz Teruel in Aragonien und im Süden von der Provinz Cuenca (Kastilien-La Mancha) umgeben ist. Neben dem Hauptort Vallanca gehört die kleine Ortschaft Negrón zur Gemeinde. 

## Lage
Vallanca liegt etwa 140 Kilometer nordwestlich von Valencia. 

## Bevölkerungsentwicklung
Quelle: INE, 1842–2021: Volkszählungen

## Sehenswürdigkeiten

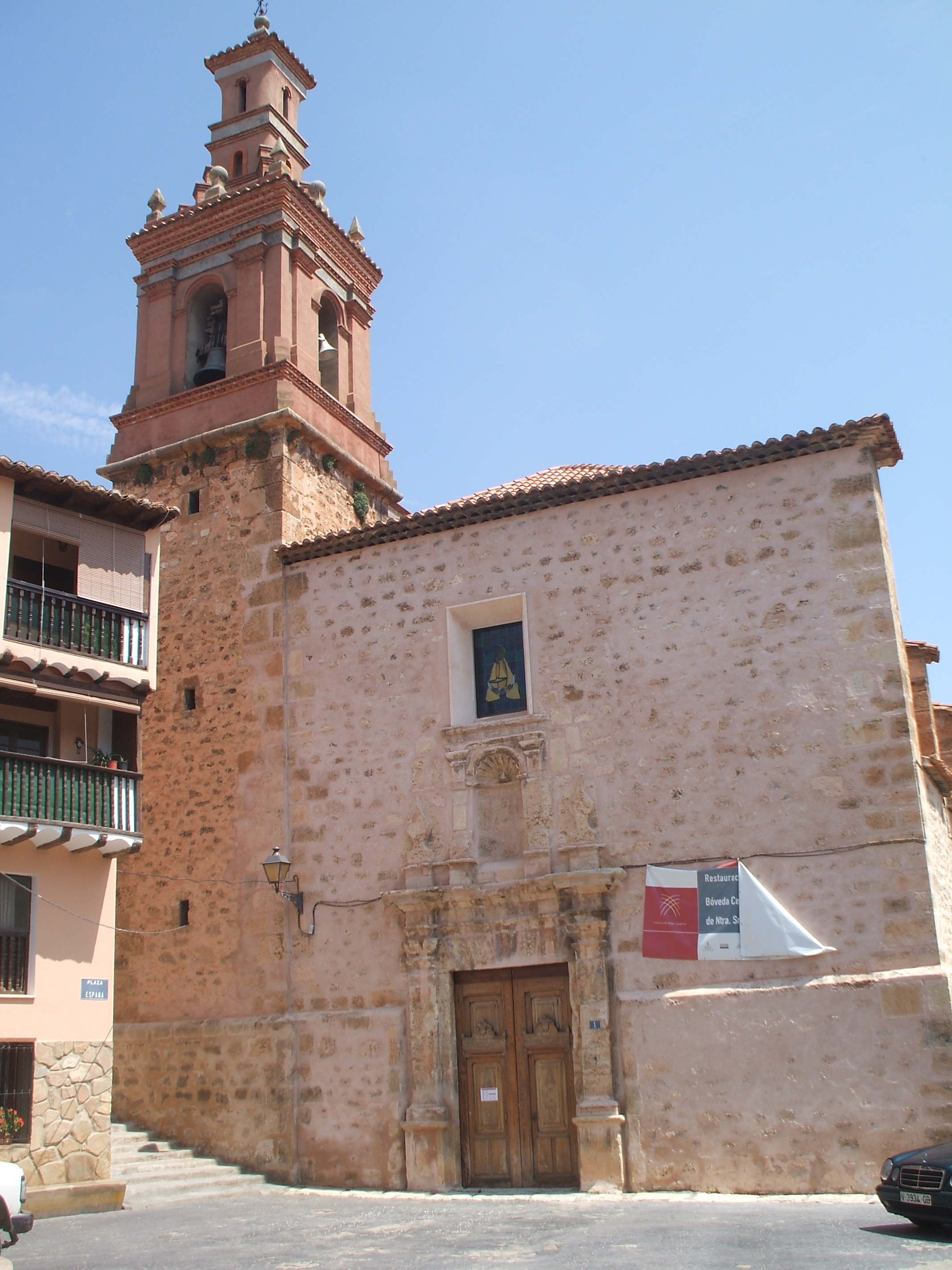
Kirche Mariä Engeln
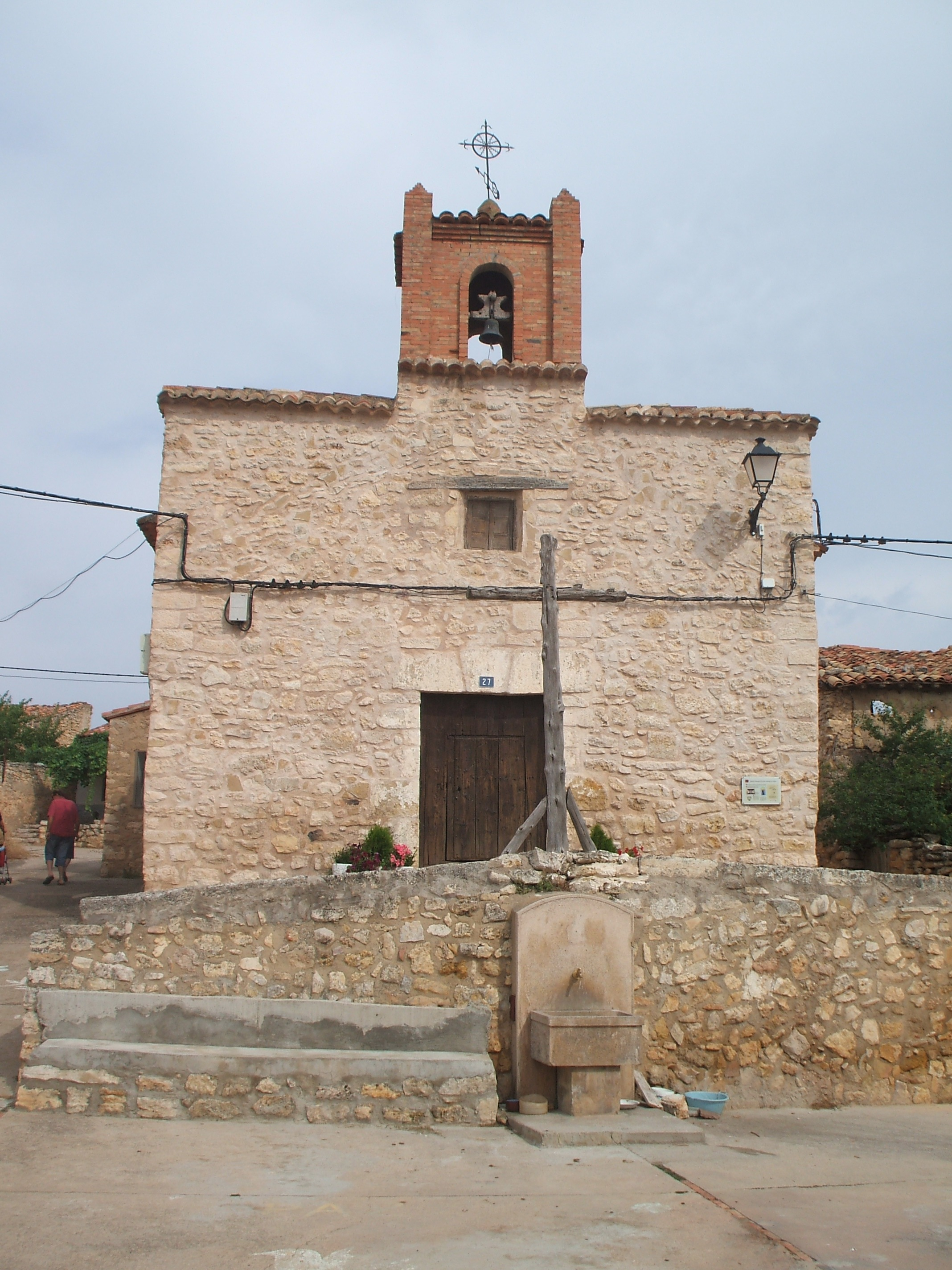
Antoniuskirche
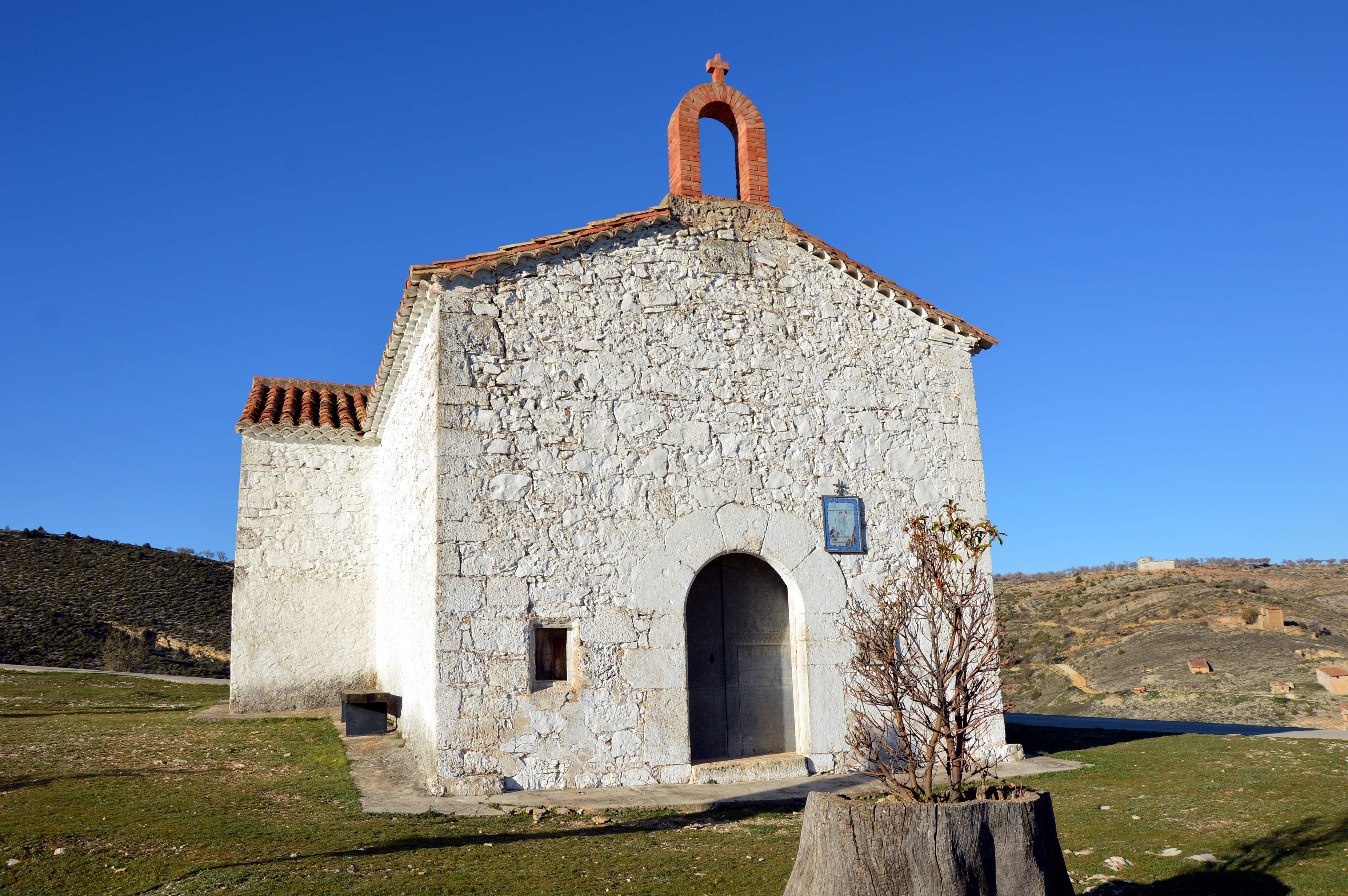
Rochuskapelle

- Kirche Mariä Engeln
- Antoniuskirche
- Rochuskapelle